# 鎳鈷鋁酸鋰
鎳鈷鋁酸鋰，簡稱Li-NCA、LNCA或NCA，是許多氧化物混合的一類物質。其中有些可以應用在锂离子电池（三元鋰電池）中。鎳鈷鋁酸鋰是锂离子电池正極的材料（在放電時是陰極）。鎳鈷鋁酸鋰由锂、镍、钴 、铝的陽離子組成，其化學式是LiNixCoyAlzO2，其中x + y + z = 1。若是用在電池中的NCA（也用在电动汽车和家用电器）中，x ≈ 0.84，電池的電壓在3.6 V和4.0 V之間，標稱電壓為3.6 V或3.7 V。其中的LiNi0.84Co0.12Al0.04O2從2019年就開始用在電池裡。

## NCA的性質
NCA可用的充電能力約為180到200 mAh/g，這遠比理論值低。若以LiNi0.8Co0.15Al0.05O2，理論充電能力為279 mAh/g。不過NCA遠比其他材料要好，例如氧化鈷鋰 LiCoO2為148 mAh/g，磷酸鐵鋰 LiFePO4為165 mAh/g，而NMC 333 LiNi0.33Mn0.33Co0.33O2是170 mAh/g。NCA和LiCoO2、NMC類似，陽極材料都有層狀結構。由於可提供較高的電壓，NCAＭ可以讓電池有較大的能量密度。NCA的另一個優點是快速充電的能力，缺點則是鈷和鎳的高成本以及不易取得。
NCA和NMC的結構相似，電化學行為和性能也相似，特別是其相對較高的能量密度以及性能。特別值得一提的是，鎳在電池運作時，其氧化数是在+2和+3.5之間變化，鈷是在+2和+3之間變化，而錳和鋁不參與電化學反應。
目前估計特斯拉Model 3的NCA電池組中包括4.5公斤的鈷，9.5公斤的鎳，11.6公斤的鋰。
和NCA很有關係的鎳酸鋰LiNiO2，或是二氧化鎳NiO2本身，在結構上不穩定，其電容量會快速下降，且有安全問題，因此無法用在電池材料上。

## 高鎳NCA的優點和缺點
在LiNixCoyAlzO2中，若x ≥ 0.8稱為富鎳。這類的化合物格外重要。富鎳化合物其含鈷量很低，因為鈷比镍貴很多，因此有價格上的優勢。而且，隨著鈷比例的增加，電池的電壓和mAh/g也都會增加。在電化學反應中，鎳是在氧化數+3和+4之間變化，而鈷是在氧化數+3和+3.5之間變化。因此，增加鎳的摩尔分数可以增加mAh/g以及電池電壓。但隨著鎳的增加，電池熱擊穿及過早老化的風險也會增加。一般的NCA電池若加熱到180 °C，會熱失控。若電池之前曾經過充電，甚至會在65 °C熱失控。NCA中的鋁離子不會參與電化學反應，可以提高穩定性和安全性，但會降低電池容量。

## 材料的調整
為了讓NCA可以更耐熱，特別是用在工作溫度會到50 °C以上的電池內，會將NCA裡的活性材料加上塗層。目前在研究的塗層有氟化鋁 AlF3等氟化物、晶質氧化物（例如二氧化鈷、TiO2、NMC）或是玻璃態的氧化物（二氧化硅 SiO2）或是FePO4等磷化物。

## NCA電池：製造商和使用
2015年時NCA的主要製造商和市佔率分別是住友集团的58%、戶田（BASF）的16%、日本化學產業的13%，以及Ecopro的5%。住友集团供貨給特斯拉和松下電器，2014年每月產量是850噸。2016年增加到2550噸，2018年成長到4550噸。中華人民共和國青海省的同仁市在2019年起就在興建工廠，預估每月產量為1500噸。
2018年最主要的NCA電池製造商應該是松下電器，或是其企業伙伴特斯拉，特斯拉在其汽車的主電池中，用NCA為其活性材料。Tesla Model 3，Tesla Model X中用的是LiNi0.84Co0.12Al0.04O2 is used.。除了少數例外以下，2019年的電動車用的都是NCA電池或是相近的镍钴锰酸锂（NMC）電池。除了用在電動車以外，NCA也用在其他電子設備的電池中，主要是松下電器、索尼及三星集团的產品。有些無線吸塵機也是用NCA電池。